# Нидэн-рю
Нидэн-рю (яп. 仁傳流)— традиционная японская школа боевых искусств, включающая тайдзюцу, кобудзюцу, иайдзюцу.
В техническом и стилистическом изложении школа включает два направления: Асаяма Итидэн-рю (яп. 淺山一傳流) тайдзюцу и кэндзюцу и Мухи-рю (яп. 無比流), включающие дзёдзюцу, тайдзюцу (дзюдзюцу), танбодзюцу, камадзюцу, кумитачи, хаябуса дзюдзюцу.

## История
Документально зафиксированные упоминания о школе Нидэн-рю дзюдзюцу и кобудзюцу появились около 500 лет назад.
Основоположником школы Мухи-рю является Сасаки Тэссай. Время создания школы — 1500—1600 годы (период Воюющих провинций, начало правления сёгунов клана Токугава). Стиль Асаяма Итидэн-рю создан сэнсэем Асаямой Итидэном Сай, позднее, в середине XVII века.
Двадцатый патриарх школы Такаси Кэнса совместил два стилевых направления — Мухи-рю и Асаяма Итидэн-рю. Время становления школы в современном виде относится приблизительно ко времени после революции Мэйдзи, примерно к 1870 году. С этого времени появилась школа Нидэн-рю, в название которой заложен философский смысл — Две передачи учения.

## Принципы
Технически школа Нидэн Рю разделяется три уровня — «Небо», «Земля» и «Человек». В каждом из этих уровней выделяются три подуровня — дзёдан, тюдан и гэдан. Техники объединены в 9 блоков, в каждом блоке по 12 техник. Это основной технический раздел — кихонвадза. Классификация также проводится по другим параметрам в зависимости от типа выполняемых техник, используемого оружия, принадлежности к одному из двух направлений или их сочетания.
Философски школа восходит к идеям Конфуция, в частности, о неотделимости большого и малого, невозможности существования маленького ядра без большой оболочки, и бессмысленности большой оболочки без включения в себя малого ядра.
Ниже приведена выдержка из мокуроку Мухи Рю иайдзюцу «Дзюсуй но кото»:

Необходимо осознавать, что и мягкое, и твёрдое составляют основу прочности…
Мягкое побеждает твердое…
Способность быть мягким позволяет победить силу…
Необходимо следовать воде, которая двигает камни…
Оригинальный текст (яп.)縦水之事（抜粋） (ｼﾞｭｳｽｲ).
無比流居合術目録「柔剛弱強ノ弁」アリ．．.
剛ハ柔ニ勝チ 弱能ク強ヲ制スル．．．
縦水ハ柔ニ至ルヤ水能ク石ヲ漂ハス．．．

## Современность
Школа Нидэн Рю расположена на территории Японии. Школа имеет несколько главных додзё (хомбу-додзё), расположенных в регионе Сёнан (Shonan), в районе города Камакура, первой столице первого самурайского сёгуната Японии. Главное Хомбу-додзё носит название Дзюсуйкан (縦水館). Школа имеет различные отделения на территории Японии, многочисленные тесные контакты с другими традиционными школами старых боевых искусств Японии.
Возглавляет школу 25-й Сокэ Ямагути Хироси (яп. 館長 山口 博), получивший полномочия из рук своего учителя и 24-го Сокэ Масаки Акира.
Ямагути Хироси Сэнсэй, глава школы Нидэн Рю Будзюцу объединяет 2 стилевые линии школы как 25-й Сокэ Мухи Рю и 15-й Сокэ Асаяма Итидэн Рю.
Заместителем Главы школы (Fuku Kaicho) является Сакаи Сэнсей, отдельно курирующий в школе направления иайдзюцу, кендзюцу.
Исполнительным директором школы является Курокава Сэнсей.
Наиболее возрастным наставником школы является Хисина Сэнсей (на 2017 год — 95 лет).
Во второй половине 20-го века школа Нидэн Рю будзюцу стала сотрудничать с представителями направления Ямаути Ха школы Мусо Дзикидэн Эйсин Рю иайдзюцу. Одним из современных сиханов школы является Каваи Ясиаки, который возглавляет также стиль «Когэн но Маки иайдо». Стиль Когэн но Маки иайдо является стилевой ветвью Мусо Дзикидэн Эйсин Рю Ямаути Ха, которая сформировалась в стилевое направления и была выделена в самостоятельную линию во времена 19-го Главы школы Мусо Дзикидэн Эйсин Рю Ямаути Ха Коно Канемицу в конце 1950-х. Сотрудничество школ не подразумевает смешение стилевых линий, а выражается в возможности представителей обеих школ на особых условиях изучать технический арсенал партнёрского направления школы и возможность получения целевой аттестации для мастеров и наставников.

### Международные контакты
Практически до 2010 года школа позволяла тренироваться в своих хомбу-додзё только нескольким доверенным иностранцам, проводя традиционную японскую линию развития. С 2010 года после подписания первого международного соглашения школа осуществляет международные контакты, способствующие развитию традиционных японских боевых искусств за пределами Японии.
В феврале 2013 года Ямагути Сэнсэй и Каваи Сэнсэй от лица возглавляемых ими школ и стилей официально подписали расширенные договоры о сотрудничестве и развитии всех стилей школы за пределами Японии с Кокусай Будо Рэммэй (МСБИ) в лице президента МСБИ Линдера И. Б., объявив при этом о разрешении на преподавание всех направлений школы официально аттестованными представителями Международного Союза Боевых Искусств (МСБИ).
В декабре 2015 года Линдер И. Б. получил, и в феврале 2016 года подтвердил получение Мэнкё кайдэн от действующего 25 Главы школы Ямагути Сокэ с созданием «Линдер-дзюку» (Rindajuku), назначением господина Линдер Дзюкучо (Дзюкутё) — Главы стиля в рамках школы Нидэн Рю Будзюцу для представления и развития школы за пределами Японии, с правом самостоятельной аттестации до высших степеней мастеров и наставников школы с подтверждением Хомбу додзё  в Японии (напомним, что аттестация в школе проводится с 10 кю до 8 дана); с правом представления и назначения наиболее подготовленных мастеров и наставников в качестве официальных представителей школы, Сибучо (Сибутё) — официальных глав региональных представительств, Додзёчо (Додзётё) — официальных глав додзё, представляющих направления школы и иным перечнем официальных полномочий.

## Школы
На сегодня в России действуют официально назначенные Сибучо (Сибутё) школы, имеющие мастерские степени и статус Сиханов традиционной школы японских боевых искусств Нидэн Рю Тайдзюцу и Кобудзюцу:
- Архипова Валерия[2] — руководитель клуба «Сейрюкан» (Москва)
- Романова Татьяна и Лактионова Елена[3] — наставники ЦШ МСБИ (Москва)
- Васильчук Виталий — руководитель клуба «Хакуцурукан» (Геленджик)

Кроме того, после визита в Москву в сентябре 2017 года действующего главы школы Ямагучи Сэнсея и проведения специализированного аттестационного семинара 26 представителей российских клубов и федераций боевых искусств получили статус официальных представителей школы в регионах России.